# ملائكة تشارلي (فلم 2019)
ملائكة تشارلي (بالإنجليزية: Charlie's Angels) هو فيلم أكشن كوميدي أمريكي لعام 2019 من تأليف وإخراج إليزابيث بانكس من قصة كتبها إيفان سبيليوتوبولوس وديفيد أوبورن. من بطولة كريستين ستيوارت ونعومي سكوت وإيلا بالينسكا بدور الجيل الجديد من الملائكة الذين يعملون في وكالة تحقيقات خاصة تسمى وكالة تاونسند.

## روابط خارجية
- مقالات تستعمل روابط فنية بلا صلة مع ويكي بيانات